# Придорожное (Амвросиевский район)
Придорожное (укр. Придорожнє) — посёлок на Украине, находится в Амвросиевском районе Донецкой области. Находится под контролем самопровозглашённой Донецкой Народной Республики.

## География
В Донецкой области имеется одноимённый населённый пункт — село Придорожное к юго-западу от Моспина в Старобешевском районе.

#### Соседние населённые пункты по странам света
С: Зелёное, Садовое
СЗ: Грузско-Зорянское
СВ: Фёдоровка, Широкое, Войково
З: Кобзари (примыкает), Грузско-Ломоватка
В: город Иловайск (примыкает), Третяки, Виноградное
ЮЗ: город Моспино
ЮВ: Полтавское
Ю: Грабское

## Население
Примерное количество жителей — 40 человек. Преобладающая часть населения — пенсионеры.

## Общая информация
Посёлок Придорожное Амвросиевского района находится вблизи города Иловайск, который относится уже к другому — (Харцызскому) району.
В Придорожном 23 жилых одноэтажных дома с приусадебными участками. Длина населенного пункта — 520 метров. Дорожное покрытие единственной улицы — грунтовое.
Расстояние до ближайшей железнодорожной станции (Иловайск) — 2800 метров.

## Адрес местного совета
87311, Донецкая область, Амвросиевский район, с. Многополье, ул.Школьная, 4; тел. 37-5-13.